# Guillaume Thomas François Raynal
Guillaume Thomas François Raynal (født 12. april 1713, død 6. marts 1796) var en fransk historiker og forfatter fra Oplysningstiden.

## Præst og forfatter
Raynal tilhørte først Jesuiterordenen og blev 1747 præst ved Saint-Sulpice i Paris, men måtte af ukendte grunde opgive sin stilling. Fra nu af tilhører han litteraturen, sluttede sig til encyklopædisterne og blev redaktør af Mercure.

## Histoire philosophique et politique

### Revolutionær bestseller
Hans hovedværk er Histoire philosophique et politique des etablissements et du commerce des Européens dans les deux Indes (1770 og flere senere udgaver), hvor han bl.a. havde Denis Diderot og Saint Lambert til medarbejdere ved de senere væsentligt udvidede udgivne 2. (1774) og især 3. udgaver (1780). De voldsomme angreb på slavehandel, inkvisition og al religiøs og politisk tvang skaffede bogen en vældig læsekreds, selv efter dens forbud da den fortsat blev optrykt udenfor Frankrig og smuglet ind over grænsen og solgt. Historikeren Robert Darnton har påvist at værket var blandt de 10 mest solgte illegale bøger i Frankrig før revolutionen.. Især 3. udgaven hvor Diderot havde tilføjet over 700 siders tekst, indeholdt radikale og revolutionære idéer. I mellemtiden var den Amerikanske uafhængighedskrig brudt ud, og Diderot og medarbejdere fik også tilføjet nye kapitler omhandlende denne konflikt. Idéhistorikeren Jonathan I. Israel kalder værket for oplysningstidens mest ødelæggende enkeltudfald mod datidens eksisterende orden.

### Andre udgaver
Bogen udkom i flere oplag og blev oversat til både tysk (i to forskellige samtidigt udkomne oversættelser), engelsk og på dansk. Derudover udkom forkortede udgaver der blev populære fordi de fortrinsvis indeholdt de mest subversive dele af bogen, således Esprit de Guillaume-Thomas Raynal, également nécessaire à ceux qui commandent et à ceux qui obéissent (titelbladet oplyser trykkested som "Londres", men egentlig udgivet i Geneva, 1777) og værket Révolution de l'Amérique (1781), som var et sammendrag af 3. udgavens afsnit omhandlende den amerikanske revolution, og hvor bl.a. blev fremhæver at det ikke er en konflikt om økonomiske og politiske årsager, men et oprør mod de europæiske kongehuses tyranni, her repræsenteret af den britiske regering. Bogen priser bl.a. Thomas Paines skrift Common Sense og indeholder et fyldigt referat af samme. På trods af at bogen støtter de amerikanske oprørere, indeholder den også en bøn til dem om at opbygge deres nye samfund på basis af idéeer om politisk og økonomisk lighed (idet det hævdes at disse to begreber er således sammenvævet, at mangel på den ene part automatisk vil føre til mangel på den anden). Révolution de l'Amérique blev også oversat til engelsk, og udkom i London i 1781 og snart efter i New York og blev en øjeblikket bestseller i de Nordamerikanske Stater. Derudover udkom en tysk oversættelse, af hvilken igen udkom en dansk oversættelse med titlen Amerikas Revolution af Hr. Abbed Raynal i tidsskriftet Dansk Museum, November 1782). Den tyske udgave blev snart efter forbudt i de fleste af de tyske stater.

### Dansk oversættelse
Den danske oversættelse af Histoire philosophique et politique..., udført af Matthias Nascou (1759-1838), udkom i 1804-1808 med titlen Philosophiske og Politiske Historie om Europæernes Handel og Besiddelser i Ost- og Vest-indien. Oversat af Matth. Nascou. 1-3. Deel., i 3 dele (1. del i 2 bind). Oversættelsen er ikke komplet men inkluderer en blanding af de franske 1773 og 1780 udgavers 1-14 bøger, ud af oprindeligt 19. 1. del af oversættelsen omhandler de europæiske kolonier i Østindien (dvs Asien), 2. del omhandler kolonierne i Sydamerika og 3. del de Vestindiske øer (dvs Caribien), mens de sidste 5 uoversatte bøger indeholder kapitlerne om Nordamerika. Nascou skriver selv i forordet at han har redigeret en del i 1780-udgavens udvidelser, der efter hans mening oftest består af en "Hob Declamation", og på sine steder forkortet 32 siders kommentarer til 2-3 sider. Han har desuden selv tilføjet en del noter med egne kommentarer, særligt når Raynal kommer ind på danske koloniforhold eller når Raynal efter Nascous mening er for kraftig en fortaler for demokrati.
Derudover udkom et lille sammendrag af et par af kapitlerne i Historie philosophique på dansk med titlen Om Skatter og Paalæg saa og om den offentlige Kredit. En Oversættelse af tvende §§ af Abbed Raynal's Histoire philosophique et politique (Odense, 1790).
De mere og mere radikale idéer i værket, særligt opfordringerne til folkets revolution imod kongernes, de adeliges og de gejstliges herredømme i Europa, skræmte med tiden Diderots nære ven Friedrich Melchior Grimm, og på trods af at denne vidste at Diderot stod bag en stor del af værket, begyndte han at tale nedsættende om det og Raynal i flere parisiske saloner. Diderot blev opbragt og skrev Lettre apologétique de l'Abbé Raynal à Monsieur Grimm (1781), der cirkulerede som håndskrift i litterære cirkler. Heri priser Diderot Raynals mod ved at lade sit navn stå på værket, og støtter ikke overraskende værkets teorier.

## Senere år
Histoire philosophique blev brændt af bødlen i Paris i 1781 og Raynal landsforvist. Han opholdt sig derefter bl.a. i Spa i de Østrigske Nederlande, hvor han bl.a. mødtes med kejser Josef. 2, og senere i Preussen hos Frederik den Store af Preussen og i Rusland hos Katharina 2. af Rusland. Han fik først lov til at vende tilbage til Frankrig i 1787.
Under den Franske Revolution blev han i januar 1790 prist ved Nationalforsamlingen i Paris for sit værk, men Raynal havde på dette tidspunkt ændret holdning til revolution og oplysningstanker samt de mange radikale idéer Diderot og hans medarbejdere havde tilføjet til værket i de senere udgaver. Han sendte derfor i 1791 et åbent brev til forsamlingen hvori han gav udtryk for stærk misbilligelse mod den franske revolutions idéer, og han blev derfor angrebet som overløber.
Under Terrorregimet levede Raynal afsondret i Paris-bydelen Passy og i kommunen Montlhéry 26 km nord for Paris. Da Direktoriet blev indført i 1795 blev han medlem af det da nyligt oprettede Institut de France. He døde det følgende år i Paris-bydelen Chaillot.